# غوستافو بيترو
غوستافو فرانسيسكو بيترو أوريغو (تلفظ بالإسبانية: ‎/ɡusˈtaβo fɾanˈsisko ˈpetɾo uˈreɣo/‏) (من مواليد 19 أبريل 1960) سياسي كولومبي انتخب رئيسًا لكولمبيا في 19 يونيو 2022. وهو اقتصادي، ومقاتل سابق في ميليشيا عسكرية، وعضو سابق في مجلس الشيوخ الكولومبي. 
هزم رودولفو هيرنانديز سواريز في الجولة الثانية من الانتخابات الرئاسية الكولومبية 2022 في 19 يونيو. ويعدّ أول مرشح ينتخب رئيسًا لكولومبيا ويصف نفسه بأنه يساري.  وأسفرت النتائج عن حصوله على أكبر عدد من الأصوات حصل عليه أي مرشح في أي انتخابات رئاسية كولومبية.
في سن 17 عامًا، انضم بيترو كمقاتل في ميليشيا عسكرية هي حركة 19 أبريل، والتي تحولت لاحقاً لتصبح حزبا باسم التحالف الديمقراطي إم 19، وترشح بيترو على قائمته في انتخابات مجلس النواب الكولومبي في عام 1991، وانتخب عضوا فيه. ثم ترشح لعضوية مجلس الشيوخ عن حزب القطب الديمقراطي البديل (PDA) بعد الانتخابات البرلمانية الكولومبية لعام 2006 وانتخب عضوا بثاني أكبر نسبة تصويت. وفي عام 2009، استقال من منصبه لخوض الانتخابات الرئاسية الكولومبية 2010، واحتل المركز الرابع في السباق.
وبعد خلافات أيديولوجية مع قادة حزب القطب الديمقراطي البديل PDA، أسس بيترو حركة كولومبيا الإنسانية وترشح لمنصب عمدة بوغوتا. وفي 30 أكتوبر 2011، انتخب عمدة لمدينة بوغوتا وهو المنصب الذي شغله في 1 يناير 2012. وحصل على جائزة عالمية اسمها «جائزة الريادة في المناخ والمدن» في عام 2013 بفضل إنجازاته أثناء توليه منصب عمدة مدينة بوغوتا.
وفي الجولة الأولى من الانتخابات الرئاسية الكولومبية 2018، حل في المرتبة الثانية بأكثر من 25 ٪ من الأصوات في 27 مايو، وخسر في انتخابات الإعادة في 17 يونيو.

## بدايات حياته
ولد بيترو في مدينة سيناغا دي أورو الواقعة في إدارة قرطبة عام 1960. وكان والداه مزارعين ينحدران من أصل إيطالي. وتم تعميده باسم جوستافو فرانسيسكو على اسم والده وجده. نشأ بيترو نشأة دينية مسيحية وفق المذهب الكاثوليكي، لكنه بدأ تدريجيا في اعتناق أفكار حركة لاهوت التحرير، ولاحقاً تطورت لديه شكوك في وجود الله.
وقررت عائلته الانتقال إلى مدينة زيباكويرا الواقعة شمال بوغوتا العاصمة، وهي مدينة أكثر ازدهارا، بحثا عن مستقبل أفضل، وكان ذلك خلال السبعينات.
درس بيترو في كلية هيرمانوس دي لا سالي، حيث بدأت تتكون لديه اهتمامات سياسية فأنشأ صحيفة طلابية باسم Carta al Pueblo («رسالة إلى الشعب»). وفي سن السابعة عشر انضم إلى حركة 19 أبريل المسلحة وشارك في أنشطتها. وخلال الفترة التي قضاها في حركة 19 أبريل، تدرج بيترو في سلم القيادات، وانتُخب أمينًا للتظلمات في منطقة زيباكيرا في عام 1981 وعضوًا في المجلس الاستشاري من عام 1984 إلى عام 1986.

### أعمال حركة 19 أبريل المسلحة
في سن السابعة عشرة انضم إلى حركة 19 أبريل (M-19)، وهي حركة منظمة ثورية كولومبية ظهرت في عام 1974 لتعارض تحالف الجبهة الوطنية بعد مزاعم بقيامها بعمليات تزوير في انتخابات عام 1970.
وفي عام 1985، اعتقل الجيش بيترو بتهمة حيازة أسلحة بشكل غير قانوني. وحوكم محاكمة عسكرية وأدين وحكم عليه بالسجن 18 شهراً.

### دراسته
درس بيترو الاقتصاد في جامعة إكسترنادو دي كولومبيا، وبدأ دراساته العليا في المعهد العالي للإدارة العامة (ESAP). وفي وقت لاحق، حصل على درجة الماجستير في الاقتصاد من جامعة خافيريانا.  ثم سافر إلى بلجيكا وتابع دراساته العليا في الاقتصاد وحقوق الإنسان في جامعة لوفان الكاثوليكية. وتسجل للحصول على درجة الدكتوراه في الإدارة العامة من جامعة سالامانكا في إسبانيا.

## نشاطه السياسي المبكر
وبعد تفكيك حركة إم 19، شكل أعضاء سابقون في الحركة - منهم بيترو - حزباً سياسياً باسم حزب التحالف الديمقراطي إم 19 الذي فاز بعدد كبير من المقاعد في مجلس النواب في عام 1991، وانتخب هو ممثلاً عن إدارة كونديناماركا.
وفي عام 2002، انتخب بيترو في مجلس النواب ممثلا عن منطقة بوغوتا، بعدما أسس حركة سياسية جديدة هي حركة فيا ألترنا وهي حركة سياسية أسسها مع زميله السابق أنطونيو نافارو وولف وأعضاء سابقين آخرين من حركة إم 19. وبرز بيترو واشتهر بنشاطه في البرلمان الكولومبي حتى أنه خلال هذه الفترة حصل على لقب «أفضل عضو في الكونجرس»، من قبل زملائه في الكونغرس والصحافة.
وبصفته عضوًا في حركة «فيا ألتيرنا» أنشأ بيترو ائتلافًا انتخابيًا مع حركة «الجبهة الاجتماعية والسياسة» لتشكيل حزب «القطب الديمقراطي المستقل»، الذي اندمج مع حزب «البديل الديمقراطي» في 2005 لتشكيل حزب «القطب الديمقراطي البديل»، والذي انضم إليه عدد كبير من الشخصيات السياسية اليسارية.
وفي عام 2006، انتخب بيترو لعضوية مجلس الشيوخ الكولومبي، في انتخابات شهدت ثاني أعلى نسبة تصويت في تاريخ البلاد. وخلال هذا العام، فجر بيترو ما يعرف بفضيحة «بارابوليتيكس» وفيها اتهم أعضاء وأتباع الحكومة بالتعاون مع الجماعات شبه العسكرية من أجل «استعادة» كولومبيا، أي إعادة النظام الديكتاتوري في البلاد، والقضاء على النظام الديمقراطي.

### معارضة حكومة أوريبي
كان بيترو معارضا شرسا لحكومة ألفارو أوريبي. وفي عام 2005 وأثناء عضويته في مجلس النواب، أدان إنيلسي لوبيز وهي سيدة أعمال في مجال اليانصيب (معروفة أيضًا باسم "La Gata" [القطة]). وفي مايو 2009 اعتقلت تلك السيدة وخضعت للتحقيق بسبب صلاتها بحركة «قوات الدفاع الشعبي الكولومبي المتحدة» وهي منظمة ميليشيا مسلحة. وزعم بيترو أن تلك الحركة ساهمت مالياً في الحملة الرئاسية لألفارو أوريبي في عام 2002. ونفى أوريبي تصريحات بيترو هذه، لكنه اعترف خلال حملته لإعادة انتخابه الرئاسي في عام 2006 بتلقيه دعمًا ماليًا من إنيلسي لوبيز.
خلال الولاية الثانية لألفارو أوريبي كرئيس للبلاد، أثار بيترو الجدل حول فضيحة "بارابوليتيكس" Parapolitics. وفي فبراير 2007، تبادل بيترو الاتهامات مع الرئيس أوريبي عندما قال أنه كان على الرئيس أن يتنحى عن التفاوض بشأن عملية تفكيك القوات شبه العسكرية في كولومبيا؛ جاء ذلك عقب اتهامات بأن سانتياغو أوريبي، شقيق أوريبي، كان عضوًا سابقًا في مجموعة "الحواريين الاثنا عشر Twelve Apostles شبه العسكرية في منتصف التسعينيات. ورد الرئيس أوريبي باتهام بيترو بأنه "إرهابي بملابس مدنية" وطالب المعارضة بإجراء حوار مفتوح.
وفي 17 أبريل 2007، افتتح بيترو نقاشا في الكونجرس حول برنامج «كونفيفير» CONVIVIR (وهو برنامج حكومي الهدف منه القضاء على المنظمات شبه العسكرية في كولومبيا) وكذلك حول التعاون مع المنظمات شبه العسكرية في إدارة أنتيوكيا. وخلال خطاب استمر ساعتين، كشف عن مجموعة متنوعة من الوثائق التي توضح العلاقة بين أفراد الجيش الكولومبي، والقيادة السياسية الحالية، ومهربي المخدرات والجماعات شبه العسكرية. كما انتقد بيترو تصرفات ألفارو أوريبي حين كان حاكما لإدارة أنتيوكيا خلال سنوات تنفيذ برنامج «كونفيفير» CONVIVIR، وقدم صورة قديمة لشقيق ألفارو أوريبي، سانتياغو أوريبي، تجمعه مع مهرب المخدرات الكولومبي فابيو أوتشوا فاسكيز.
طُلب من وزير الداخلية والعدل كارلوس هولغوين ساردي ووزير النقل أندريس أوريل غاليغو، الدفاع عن الرئيس وحكومته. فقام كلاهما بالتشكيك في ماضي بيترو كمقاتل في ميليشات مسلحة واتهماه «بعدم إدانة حرب مرتكبي العنف المسلح». ووصفوا جميع اتهامات بيترو للرئيس بأنها دعاية ساسية ضده. وفي اليوم التالي لهذه المناقشة في البرلمان، قال الرئيس أوريبي «إذا كنت انضممت إلى منظمات مسلحة فسأنضم إلى واحدة تستخدم البنادق بدلا من الطين، لأنني حينها كنت سأحقق نجاحًا عسكريًا، ولم أكن لأصبح بطلًا مزيفًا» في إشارة لبيترو وماضيه كمقاتل في ميليشا عسكرية.
وأكد سانتياغو أوريبي، شقيق الرئيس أوريبي، أن والده والأخوين أوتشوا (وهما من مهربي المخدرات الكبار في كولومبيا) قد نشأوا معًا وكانوا يعملون معًا في مجال تجارة الخيول في منطقة باسو فينو. ثم ذكر أن لديه أيضًا العديد من الصور الفوتوغرافية التي تم التقاطها مع العديد من الأشخاص.
وفي 18 أبريل 2007، أصدرت هيئة الرقابة الأمنية الكولومبية بيانًا يرفض اتهامات بيترو فيما يتعلق بمجموعات تتلقى الدعم من برنامج «كونفيفير» CONVIVIR. وقالت هيئة الرقابة أن العديد من المجموعات المذكورة مرخصة من قبل إدارات سوكري وقرطبة، ولكن ليس من قبل إدارة أنتيوكيا؛ وأضافت أيضا أن ألفارو أوريبي، حاكم أنتيوكيا آنذاك، قد ألغى الترخيص وسحب الغطاء القانوني من ثماني مجموعات مستفيدة من برنامج «كونفيفير» CONVIVIR في عام 1997. كما أشارت إلى أن زعيم المجموعة شبه العسكرية المعروف باسم «جوليان بوليفار» لم يكن من ضمن تلك المجموعات أثناء الترخيص لها.

### تهديدات بالقتل
أعلن بيترو عدة مرات أن تلقى تهديدات بالقتل ضده وضد أفراد أسرته، فضلاً عن تعرضه للاضطهاد من قبل المنظمات الأمنية التي تديرها الحكومة. وفي 7 مايو 2007، ألقى الجيش الكولومبي القبض على ضابطي من مخابرات الجيش الكولومبي كانا يتجسسان على بيترو وعائلته في بلدية تينجو في كونديناماركا. كان هذان الضابطان قد عرّفوا عن أنفسهم في البداية على أنهم ضباط في وكالة المخابرات الكولومبية (DAS)، لكن أندريس بينات، مدير الوكالة، نفى ادعاءاتهم.

### الانتخابات الرئاسية 2010
في عام 2008، أعلن بيترو عن رغبته في الترشح للرئاسة لعام 2010.وكان بيترو معارضا شرسا لسياسات الحكومة، وقاد مع كل من لوتشو غارزون وماريا إيما ميخيا، تياراً معارضًا داخل حزب القطب الديمقراطي البديل. وبعد استقالة غارزون من الحزب، اقترح بيترو «اتفاقًا وطنيًا لإنهاء الحرب الأهلية في كولومبيا»، يقوم على إزالة الجريمة المنظمة من السلطة، وتطهير النظام القضائي، والإصلاح الزراعي، والاشتراكية الديمقراطية، واعتماد سياسة أمنية تختلف عن سياسات الرئيس أوريبي. وفي 27 سبتمبر 2009، هزم جوستافو بيترو كارلوس غافيريا في انتخابات داخلية حزبية كمرشح لحزب «القطب الديمقراطي البديل» لانتخابات 2010 الرئاسية.
وفي الانتخابات الرئاسية التي أجريت في 30 مايو 2010، كان أداء بيترو أفضل مما توقعته استطلاعات الرأي. حيث أسفرت النتائج عن حصوله على ما مجموعه 1,331,267 صوتًا، بنسبة 9.1 ٪ من إجمالي عدد الأصوات، واحتل المركز الرابع في إجمالي الأصوات، خلف جيرمان فارغاس ليراس وقبل نويمي سانين.

## عمدة مدينة بوغوتا (2012-2015)

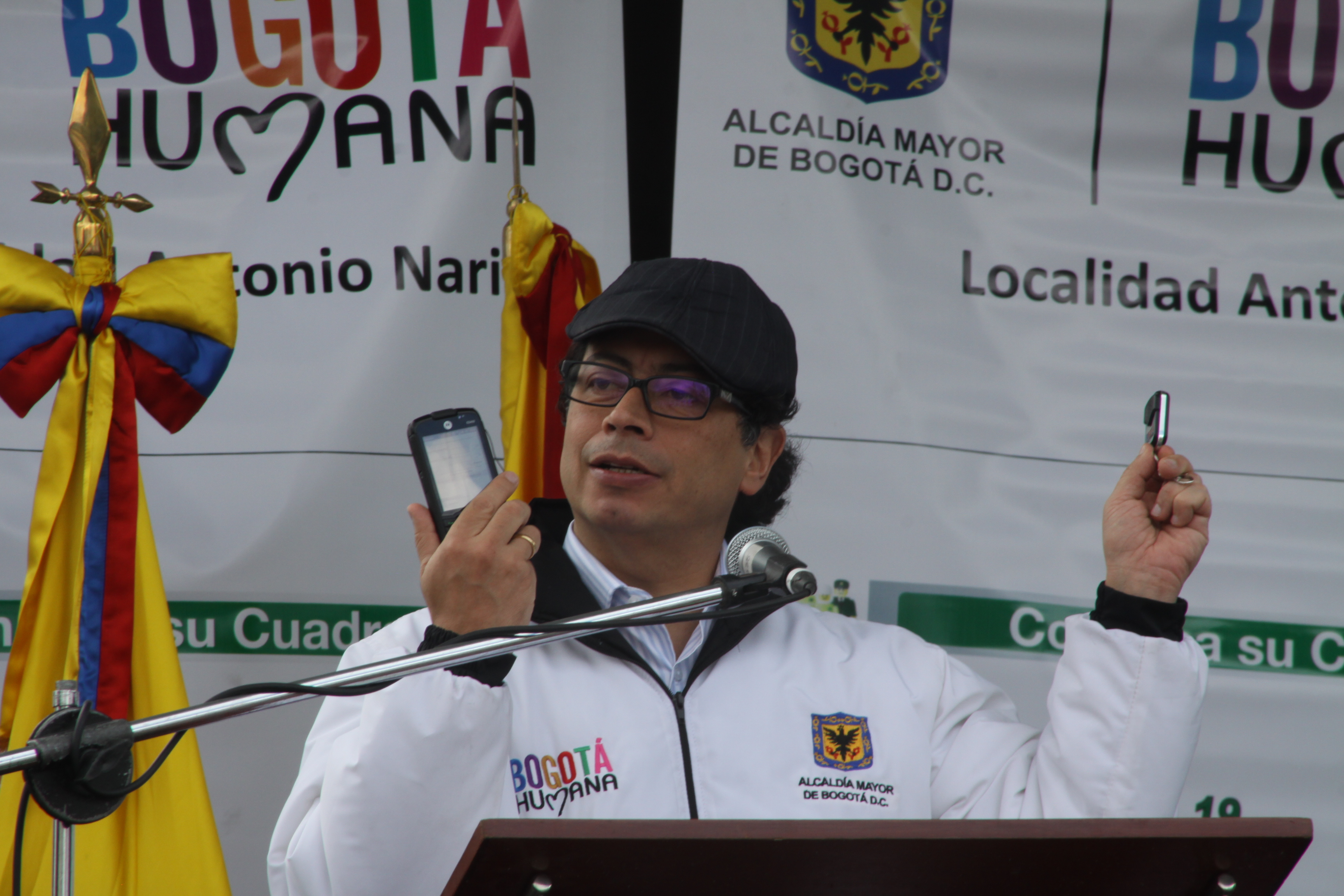
بيترو وهو عمدة مدينة بوغوتا في عام 2012.

خلال توليه منصبه كعمدة لمدينة بوغوتا، قام بالعديد من الإجراءات مثل حظر حمل الأسلحة النارية، مما أدى إلى خفض معدل جرائم القتل، حيث وصل إلى أدنى رقم في العقدين الماضيين؛ وقامت الشرطة بتطهير المناطق المعروفة بالجريمة في المدينة مثل منطقة إل برونكس، حيث تم ضبط مخدرات وأسلحة. وأنشأت إدارة للمرأة في البلدية، وافتتح مركز مواطنة لرعاية مثلي الجنس والمتحولين جنسيا، وأنشأ حوالي 49 مركزًا لتحديد النسل ورعاية الإجهاض في الحالات التي يسمح بها القانون.
واقترح تطبيق سياسية حكومية للحفاظ على الأراضي الرطبة في بوغوتا وكذلك خطة للحفاظ على المياه في مواجهة الاحتباس الحراري. وبناءً على أمر المحكمة الدستورية، بدأت عملية حظر المركبات التي تجرها الحيوانات التي يستخدمها جامعو القمامة، مما أدى إلى توقف العديد منهم عن العمل؛ وتم تعويضهم بمنحهم سيارات وإعانات.
وفي مجال الصحة العامة، تم إنشاء مراكز رعاية متنقلة لمدمني المخدرات عرفت باسم (CAMAD). وبهذه الإجراءات، كان الهدف هو القضاء على سيطرة تجار المخدرات على المدمنين، وتقديم المساعدة النفسية والطبية لهم.
وخلال فترته كعمدة للمدينة قام بتشغيل عيادتين للرعاية الأولية في مستشفى سان خوان دي ديوس، والتي كانت قد أغلقت في عام 2001. ووعد العمدة بتخصيص الموارد لشراء أرض للمستشفى وإعادة فتح أحد مباني المجمع. وظل المشروع متوقفًا بسبب تعليق حكومة إدارة كونديناماركا بيع العقارات. وفي 11 فبراير 2015، قام بيترو بالتوقيع على بروتوكول لإعادة افتتح مجمع مستشفى سان خوان دي ديوس. واشترت الإدارة المستشفى بنية إعادة افتتاحها.
وخلال فترة توليه لمنصب عمدة مدينة بوغوتا، بدأ تطبيق نظام النقل العام المتكامل (SITP)، الذي تم افتتاحه في منتصف عام 2012. وكذلك تم إنشاء نظام الإعانات التي تدفعها الإدارة لخفض رسوم نظام النقل بالحافلات في العاصمة المعروف باسم ترانسميلينيو ومنذ أوائل عام 2014، قدمت الإدارة دعمًا مالياً بنسبة 40 ٪ من قيمة التذكرة للسكان المنتسبين إلى نظامي «سيسبين 1» و«سيسبين 2»، والتي خصصت لها 138 مليار بيزو. ولم يكن هذا الدعم متاحًا على الفور لجميع الأفراد، حيث طُلب منهم التسجيل في قاعدة بيانات.
واقترح بيترو بناء مترو أنفاق للمدينة. وخلال فترة توليه للمنصب تعاقد مع شركة كولومبية - إسبانية لإجراء دراسات حول إنشاء بنية تحتية لمترو الأنفاق مقابل 70 مليار بيزو، والتي انتهت بنجاح في نهاية عام 2014. وكانت موافقة الحكومة الفيدرالية ضرورية لبدء العمل في المشروع، لكن حكومة سانتوس رفضت الإذن بذلك. وتم التخلي عن خطط مترو الأنفاق التي تعاقدت عليها إدارة بيترو من قبل خليفته إنريكي بينالوسا، الذي اختار نظام سكة حديد مرتفع مع خفض الاستثمار المطلوب وتقديم تغطية أفضل. وتم دحض هذه الادعاءات من خلال العديد من الدراسات المستقلة التي وجدت أن التكلفة الاجتماعية والاقتصادية لنظام السكك الحديدية المرتفع أعلى من نظام السكك الحديدية الأصلي تحت الأرض الذي خططت له الإدارة السابقة. 

### عزله من منصبه
وخلال فترة توليه لمنصب العمدة، واجه بيترو عملية عزل بدأتها أحزاب المعارضة بجمع توقيعات من أكثر من 600.000 مواطن. وبعد التأكد القانوني، بلغوا حوالي 357.250 توقيعا، وهو يفوق عدد التوقيعات المطلوبة لبدء عملية العزل.
وفي 9 ديسمبر 2013 أصدر المفتش العام أليخاندرو أوردونيز مالدونادو قراراً بعزله من منصبه وحظره من العمل السياسي لمدة 15 عاما، وفق العقوبات المنصوص عليها في القانون.
واستند في ذلك القرار على على مزاعم بسوء الإدارة وإصدار الأوامر الغير قانونية التي وقعها خلال تطبيق نظام جمع القمامة. وأدى هذا إلى الاحتجاج ضد قرار المفتش ووصف بأنه قرار منحاز سياسيًا وذات دوافع سياسية وغير ديمقراطية.
وعلى الرغم من صدور أمر قضائي من قبل لجنة الدول الأمريكية لحقوق الإنسان، التي علقت العقوبة التي فرضها المفتش العام أوردونيز، أيد الرئيس خوان مانويل سانتوس الإبعاد وعزل بيترو من منصبه في 19 مارس 2014. وعين سانتوس مكانه وزير العدل رافائيل باردو. وفي 19 أبريل 2014، أصدر أحد قضاة المحكمة العليا في بوغوتا أمراً قضائيا للرئيس سانتوس بالامتثال للتوصيات التي وضعتها لجنة البلدان الأمريكية لحقوق الإنسان. وأعيد بيترو إلى منصبه كعمدة في 23 أبريل 2014 وظل به حتى نهاية فترته القانونية.

## الحملة الرئاسية في 2018

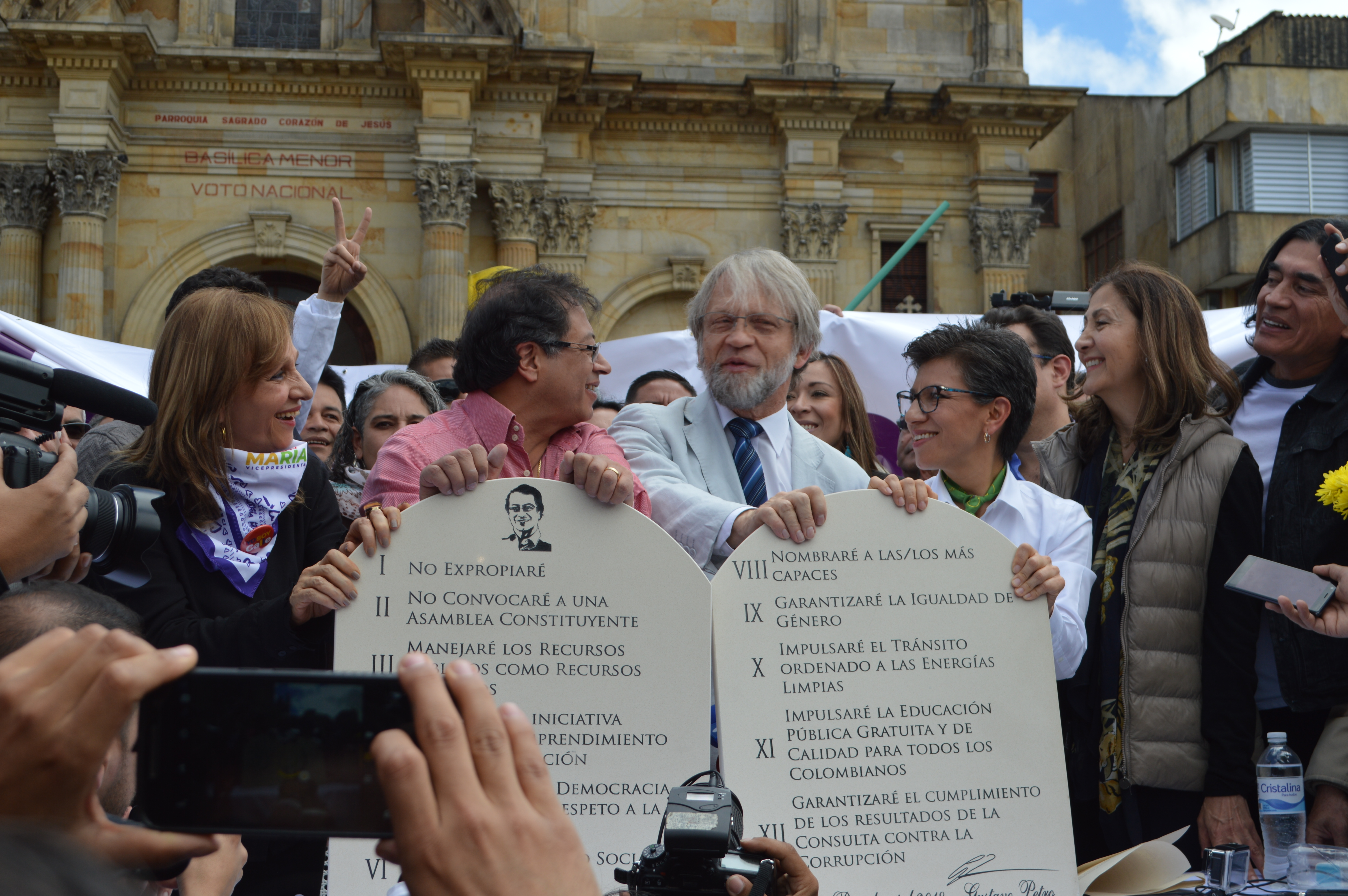
صورة تظهر حصول بيترو وزميلته في السباق الانتخابي أنجيلا روبليدو (أقصى اليسار) على الدعم السياسي من أنتاناس موكوس (الثالث من اليسار) وكلوديا لوبيز هيرنانديز (الثالثة من اليمين) أثناء تجمع انتخابي في بوغوتا، خلال حملة الجولة الثانية، يونيو 2018

وفي عام 2018 ترشح بيترو مرة أخرى للانتخابات الرئاسية الكولومبية، وحصل هذه المرة على ثاني أفضل نتيجة في فرز الأصوات في الجولة الأولى في 27 مايو، وتقدم بنجاح إلى الجولة الثانية. وأدار حملته الدعائية كل من أنخيل بيكاسينو وألبرتو سيينفويغوس ولويس فرناندو باردو.ورُفعت دعوى قضائية من قبل مواطنين ضد إيفان دوكي (الذي فاز بالانتخابات لاحقا)، والذي كان الخصم اليميني لبيترو، بدعوى الرشوة والاحتيال. وقامت المحطة الإخبارية «دابليو راديو» بنشر الدعوى في 11 يوليو، ورفعت إلى المجلس الانتخابي الوطني، المعروف اختصارا باسم CNE.
وقدمت حملة بيترو الرئاسية برنامجا يحتوي على دعم الرعاية الصحية الشاملة، والخدمات المصرفية العامة، ورفض مقترحات لتوسيع التخريب البيئي والتعدين لصالح الاستثمار في الطاقة النظيفة، والإصلاح الزراعي. وقبل جولة الإعادة، حظي بيترو بالدعم السياسي من قبل كل من السناتور المنتخب أنتاناس موكوس والسيناتور كلوديا لوبيز هيرنانديز، وكلاهما عضو في حزب تحالف الخضر.
وفي الجولة الثانية، أسرف نتائج فرز الأصوات عن فوز دوكي في الانتخابات بحصوله على أكثر من 10 ملايين صوت، فيما احتل بيترو المركز الثاني بـ 8 ملايين صوت. وتحلف دوكي اليمين الدستورية في 7 أغسطس. وإثر ذلك عاد بيترو إلى مجلس الشيوخ.
وفي تلك الفترة كان بيترو يتلقى تهديدات بالقتل وإنهاء حياته من مجموعة باسم «أغيلاس نيغراس» شبه العسكرية.

## الحملة الرئاسية 2022

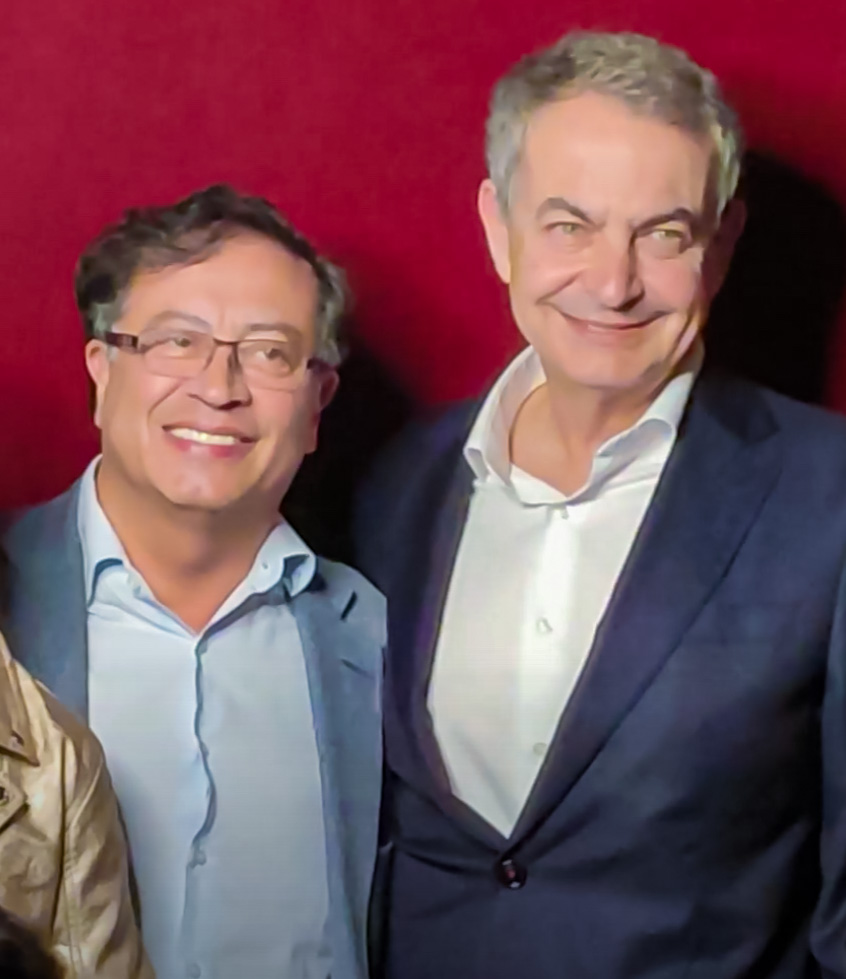
بيترو مع رئيس الوزراء الإسباني السابق خوسيه لويس رودريغيز ثاباتيرو في عام 2022

وفي عام 2021، أعلن بيترو أنه سيخوض الانتخابات الرئاسي لعام 2022. وفي سبتمبر 2021، أعلن بيترو أنه سيعتزل العمل السياسي نهائياً إذا لم يفز في الانتخابات، مشيرًا إلى أنه لا ينوي أن يكون «مرشحًا أبديًا». وتضمن برنامجه الانتخابي العمل على الترويج للطاقة الخضراء بدلا من الاعتماد على الوقود الأحفوري وتحقيق العدالة الاقتصادية. كما بالتركيز على قضية التغير المناخي وتقليل انبعاثات غازات الاحتباس الحراري التي تسببه من خلال إنهاء استكشاف الوقود الأحفوري في كولومبيا. كما تعهد برفع الضرائب على أغنى 4000 كولومبي وقال إن الليبرالية الجديدة ستدمر البلاد في نهاية المطاف.
وأعلن بيترو أيضًا أنه سيكون سيعمل على محاكمة الرئيس إيفان دوكي بتهمة التصرفات الوحشية للشرطة التي ارتكبت خلال الاحتجاجات الكولومبية 2021. وعلاوة على ذلك، وعد بتأسيس وزارة المساواة. واختار بيترو الناشطة الأفرو-كولومبية في مجال حقوق الإنسان والحقوق البيئية والحائزة على جائزة جولدمان للبيئة، فرانسيا ماركيز، لتكون نائبته في الانتخابات.
ومن بين النقاط الرئيسية في برنامجه، يقترح بيترو إصلاحًا زراعيًا لإعادة الإنتاجية إلى مساحة 15 مليون هكتار من الأراضي لإنهاء زراعة ما يعرف بـ «المخدر اللاتيني»؛ ووقف جميع عمليات التنقيب الجديدة عن النفط من أجل تخليص الدولة من اعتمادها على صناعات استخراج الوقود والوقود الأحفوري؛ وإنشاء البنية التحتية لتوفير إمدادات المياه وتطوير شبكة السكك الحديدية؛ والاستثمار في التعليم العام والبحث العلمي؛ والإصلاح الضريبي وإصلاح النظام الصحي المخصخص إلى حد كبير. كما أعلن بيترو أن أول عمل له كرئيس سيكون إعلان حالة الطوارئ الاقتصادية لمكافحة الجوع الذي يضرب شرائح عديدة من الشعب الكولومبي. ويدافع عن مقترحات تقدمية بشأن حقوق المرأة وقضايا مجتمع المثليين والمتحولين جنسيا. كما صرح بيترو أيضًا أنه سيعيد العلاقات الدبلوماسية مع فنزويلا. واقترح مكافحة تجارة الكوكايين في كولومبيا من خلال زراعة الماريجوانا القانونية، وعارض تسليم مجرمي المخدرات المتهمين إلى الولايات المتحدة.
ولم تخل الحملة الانتخابية لغوستافو بيترو من التهديدات المتكررة بإنهاء حياته كما حدث في السابق، خلال جميع حملاته الانتخابية الرئاسية، فقد واجه هو وزميلته في السباق فرانسيا ماركيز العديد من التهديدات بالقتل من المجموعات شبه العسكرية أثناء الحملة الانتخابية. وقد ألغى بيترو تجمعاً انتخابيا كان من المفترض إقامته في منطقة البن بكولومبيا في أوائل مايو 2022 بعد أن كشف فريقه الأمني عن مؤامرة مزعومة لعصابة لا كورديليرا.و رداً على هذا والعديد من الحالات المماثلة الأخرى، وقع 90 من المسؤولين المنتخبين والشخصيات البارزة من أكثر من 20 دولة رسالة مفتوحة للتعبير عن القلق وإدانة محاولات العنف السياسي ضد ماركيز وبيترو. وسلطت الرسالة الضوء أيضًا على اغتيال أكثر من 50 من القادة الاجتماعيين والنقابيين والمدافعين عن البيئة وغيرهم من ممثلي المجتمع في عام 2022. وكان من بين الموقعين على الرسالة الرئيس الإكوادوري السابق رافائيل كوريا، واللغوي والفيلسوف الأمريكي نعوم تشومسكي وعضو الجمعية الوطنية الفرنسية جان لوك ميلينشون. وخلال الحملة الانتخابية الرئاسية، تلقى بيترو الدعم من السياسيين الأجانب من مختلف دول العالم، مثل رئيس الأوروغواي السابق خوسيه موخيكا ورئيس الوزراء الإسباني السابق خوسيه لويس رودريغيز ثاباتيرو.
وخلال الحملة الانتخابية، ادعى خصومه أنه خطط لإجراءات مصادرة واسعة للمتلكات والأرصدة البنكية إذا أصبح رئيسًا، وادعوا وجود أوجه تشابه مع الرئيس الفنزويلي نيكولاس مادورو. وانتقدت مقترحات بيترو لتغيير النموذج الاقتصادي للدولة بسبب نيته زيادة الضرائب على ملاك الأراضي غير المنتجين وتسببه في إزعاج مستثمري النفط والفحم من خلال برنامجه للانتقال إلى الطاقة النظيفة. وقال بعض معارضوه السياسيون إن جهوده لتحويل المزيد من ثروة كولومبيا إلى الفقراء قد تحول كولومبيا إلى فنزويلا أخرى. ويقارن المعارضون أفكاره كذلك بتلك الأيام الأولى لحكومة هوغو شافيز في فنزويلا. ورداً على تلك الهجمات والادعاءات السياسية التي بلا أساس، قام بيترو بتوقيع وثيقة عامة في 18 أبريل تعهد فيها بعدم تنفيذ أي نوع من المصادرة إذا تم انتخابه.
وخلال مناظرة رئاسية استضافتها صحيفة «إل تيمبو» الكولومبية El Tiempo في 14 مارس، أجاب المرشحون الرئاسيون على سؤال حول العلاقات مع فنزويلا ونيكولاس مادورو. وفي حين رد المشاركون الآخرون بالقول إن فنزويلا دكتاتورية وأعربوا عن نيتهم بعدم استعادة العلاقات الدبلوماسية مع فنزويلا في ظل حكم الديكتاتور مادورو، إلا أن أجابة بيترو كانت: «إذا كانت النظرية هي أنه مع الدكتاتورية لا يمكنك إقامة علاقات دبلوماسية، أي مع فنزيلا، [إذن] لماذا تقيم هذه الحكومة علاقات مع الإمارات العربية المتحدة، أي ديكتاتورية ربما أسوأ [من فنزويلا]؟» وقال أيضا أن العلاقات الدبلوماسية تقام مع الدول وليس مع الأفراد. وبينما أشاد بالرئيس الفنزويلي الأسبق هوغو شافيز لدعمه المساواة، قال بيترو خلال مقابلة مع صحيفة لوموند الفرنسية في مايو 2022 إن هوغو شافيز قد ارتكب «خطأً فادحًا بربط برنامجه الاجتماعي بعائدات النفط». وكذلك انتقد بشدة استمرار الرئيس الحالي مادورو في ربط البرامج الاجتماعية بعائدات النفط رغم الانهيار الكارثي للاقتصاد الفنزويلي. وصرح بيترو بأن «فنزويلا مادورو وكولومبيا دوكي أكثر تشابهًا مما يبدو عليهما»، مشيرًا إلى التزام إدارة دوكي بالطاقة غير المتجددة و «الإمعان في الديكتاتورية» لكلتا الحكومتين.
وانتقد الجنرال إدواردو زاباتيرو، قائد الجيش الوطني الكولومبي، بيترو خلال الحملة، مما أثار جدلاً واسعاً حول احتمال اندلاع خلاف سياسي بينهما في حال فوز بيترو بالرئاسة.
وبعد فرز الأصوات في الجول الأولى أسفرت النتائج عن فوز بيترو وحصوله على أكبر عدد من الأصوات في الجولة الأولى التي عقدت في 29 مايو، لكنه لم يصل إلى نسبة 50٪ المطلوبة لتجنب جولة الإعادة. وواجه هو ونائبته ماركيز العمدة السابق لبوكارامانغا ورجل الأعمال رودولفو هيرنانديز سواريز ونائبته مارلين كاستيلو في جولة الإعادة في 19 يونيو.  وبعد فترة وجيزة من الجولة الأولى، أيد لويس جيلبرتو موريللو، الذي كان نائبًا لسيرجيو فاجاردو المترشح عن تحالف مركز الأمل، أيد بيترو سياسيًا في الجولة الثانية. وأسفرت نتائج الانتخابات في الجولة الثانية عن فوز بيترو وماركيز بالانتخابات بنسبة 50.44٪ من الأصوات الشعبية ضد هيرنانديز. 

## أوسمة
في 3 يونيو 2024، منحه الرئيس الفلسطيني محمود عباس درجة «القلادة الكبرى» من وسام دولة فلسطين وذلك: «تقديرا لدوره في الدفاع عن حقوق الإنسان وكرامته وحقه في العيش بحرية وكرامة في وطنه، وعدم سكوته عن الظلم أو الاضطهاد والإبادة الجماعية أينما كانت، ورفع صوته في كل بقاع العالم مناديا بالعدالة والحق والحرية، وتثمينا لجهوده في تعزيز علاقات الصداقة والتعاون بين جمهورية كولومبيا ودولة فلسطين، ودعم حقوق شعبنا ونصرة قضيته العادلة على طريق الحرية والاستقلال.»

## روابط خارجية
- كولومبيا هيومانا - الموقع الرسمي
- السيرة السياسية في كولومبيا السياسة، غوستافو بيترو
- مقابلة مع غوستافو بيترو
- ملف بيترو غوستافو الشخصي في موقع سيتي مايورز CityMayors

قالب:Mayor of Bogotá